# Essener Turnerbund Schwarz-Weiß Fussball 1977-1978
Questa voce raccoglie le informazioni riguardanti l'Essener Turnerbund Schwarz-Weiß Fussball nelle competizioni ufficiali della stagione 1977-1978.

## Stagione
Nella stagione 1977-1978 il Schwarz Weiss Essen, allenato da Dieter Tartemann, concluse il campionato di 2. Bundesliga al 20º posto. In Coppa di Germania il Schwarz Weiss Essen fu eliminato ai quarti di finale dal Colonia.

## Rosa
| N. |                     | Ruolo | Calciatore       |
| -- | ------------------- | ----- | ---------------- |
|    | Germania (bandiera) | P     | Karl-Heinz Ach   |
|    | Germania (bandiera) | P     | Friedhelm Trener |
|    | Germania (bandiera) | P     | Hans Wulf        |
|    | Germania (bandiera) | D     | Jürgen Elm       |
|    | Germania (bandiera) | D     | Sieghard Heise   |
|    | Germania (bandiera) | D     | Klaus Kölbl      |
|    | Germania (bandiera) | D     | Willi Korth      |
|    | Germania (bandiera) | D     | Roland Mattner   |
|    | Germania (bandiera) | D     | Peter Nover      |
|    | Germania (bandiera) | D     | Klaus Sikirski   |

| N. |                     | Ruolo | Calciatore        |
| -- | ------------------- | ----- | ----------------- |
|    | Germania (bandiera) | C     | Eckhart Dettlaff  |
|    | Germania (bandiera) | C     | Hans-Gerd Florian |
|    | Germania (bandiera) | C     | Manfred Nieswandt |
|    | Germania (bandiera) | C     | Günther Riepert   |
|    | Germania (bandiera) | C     | Udo Schorning     |
|    | Germania (bandiera) | A     | Jürgen Kierdorf   |
|    | Germania (bandiera) | A     | Urban Klausmann   |
|    | Germania (bandiera) | A     | Peter Krüger      |
|    | Germania (bandiera) | A     | Manfred Priewe    |
|    | Germania (bandiera) | A     | Artur Sieger      |

## Organigramma societario
Area tecnica
- Allenatore: Dieter Tartemann
- Allenatore in seconda:
- Preparatore dei portieri:
- Preparatori atletici:

## Calciomercato

### Sessione estiva
| Acquisti | Acquisti          | Acquisti              | Acquisti |
| R.       | Nome              | da                    | Modalità |
| -------- | ----------------- | --------------------- | -------- |
| P        | Karl-Heinz Ach    | F. Düsseldorf II      |          |
| C        | Hans-Gerd Florian | Union Solingen        |          |
| A        | Urban Klausmann   | Göttingen             |          |
| A        | Peter Krüger      | Schwarz-Weiß Essen II |          |
| D        | Peter Nover       | Bonner                |          |

| Cessioni | Cessioni           | Cessioni           | Cessioni |
| R.       | Nome               | a                  | Modalità |
| -------- | ------------------ | ------------------ | -------- |
| C        | Klaus Albert       | Fortuna Colonia    |          |
| A        | Hans Fritsche      | Fortuna Colonia    |          |
| D        | Thomas Hörster     | Bayer Leverkusen   |          |
| C        | Udo Lasch          | Kickers Offenbach  |          |
| D        | Franz-Josef Laufer | Westfalia Herne    |          |
| A        | Jürgen Nabrotzki   | Bocholt            |          |
| A        | Uwe Reinders       | Werder Brema       |          |
| C        | Hans-Jürgen Zimmer | Wattenscheid 09    |          |
| C        | Herbert Zimmer     | Fortuna Düsseldorf |          |

### Sessione invernale
| Acquisti | Acquisti | Acquisti | Acquisti |
| R.       | Nome     | da       | Modalità |
| -------- | -------- | -------- | -------- |

| Cessioni | Cessioni                   | Cessioni        | Cessioni |
| R.       | Nome                       | a               | Modalità |
| -------- | -------------------------- | --------------- | -------- |
| D        | Detlef Wiemers             | Rot-Weiss Essen |          |
| D        | Dietmar Klinger            | Rot-Weiss Essen |          |
| D        | Eckhard Berlau-Kirschstein | Rot-Weiss Essen |          |

## Risultati

### 2. Bundesliga

#### Girone di andata
| Arbitro: | Glasneck |

|                 |           |            |
| Clute-Simon 73’ | Marcatori | 89’ Sieger |

| Arbitro: | Wahmann |

|                           |           |                                                       |
| Riepert 37’ Schorning 63’ | Marcatori | 24’, 90’ Friederichsen 28’ (rig.) Mrosko 49’ Hoffmann |

| Arbitro: | Waltert |

|                                            |           |  |
| Sperlich 21’ Hrubesch 44’, 82’, 88’ (rig.) | Marcatori |  |

| Arbitro: | Assenmacher |

|               |           |              |
| Klausmann 81’ | Marcatori | 24’ Buhsfeld |

| Arbitro: | Zuchantke |

|                                   |           |             |
| Mattsson 21’ Funkel 68’ Wloka 86’ | Marcatori | 76’ Riepert |

| Essen 3 settembre 1977 6ª giornata | Schwarz-Weiß Essen | 0 – 0 referto | Alemannia Aquisgrana | Grugastadion (1 000 spett.)\| Arbitro: \| Teichert \| |
| Arbitro:                           | Teichert           |               |                      |                                                       |

| Arbitro: | Eschweiler |

|                                                              |           |            |
| Schock 13’ Mühlenberg 14’, 34’, 65’, 90’ (rig.) Nordmann 38’ | Marcatori | 30’ Priewe |

| Arbitro: | Reichmann |

|                        |           |                                  |
| Priewe 29’, 59’ (rig.) | Marcatori | 55’ Hochheimer 79’ (rig.) Stradt |

| Arbitro: | Wichmann |

|                 |           |  |
| Feiten 10’, 57’ | Marcatori |  |

| Arbitro: | Horstmann |

|            |           |              |
| Florian 2’ | Marcatori | 20’ Möhlmann |

| Arbitro: | Brückner |

|                             |           |            |
| Lüttges 42’, 87’ Anders 80’ | Marcatori | 52’ Sieger |

| Arbitro: | Teichert |

|  |           |                               |
|  | Marcatori | 79’ Dzieciol 84’, 88’ Pallaks |

| Arbitro: | Meijerink |

|                           |           |                      |
| Klausmann 27’ Mattner 73’ | Marcatori | 52’ Brücken 85’ Bals |

| Arbitro: | Leyding |

|                                 |           |  |
| Eilenfeldt 1’ Pohl 48’ Rnic 50’ | Marcatori |  |

| Arbitro: | Marchefka |

|  |           |                                    |
|  | Marcatori | 67’ Diekämper 75’ Drews 77’ Zimmer |

| Arbitro: | Wippker |

|            |           |                                               |
| Lausen 66’ | Marcatori | 65’ (aut.) Spincke 77’ Klausmann 83’ Kierdorf |

| Arbitro: | Ohmsen |

|                                   |           |                        |
| Berlau-Kirschstein 4’ Klinger 32’ | Marcatori | 10’ Mödrath 57’ Baylon |

| Arbitro: | Winkler |

|                        |           |              |
| Ohling 27’, 75’ (rig.) | Marcatori | 35’ Kierdorf |

| Arbitro: | Uhlig |

|                    |           |                         |
| Riepert 29’ (rig.) | Marcatori | 10’ Ziegler 79’ Hermann |

#### Girone di ritorno
| Arbitro: | Kohnen |

|  |           |            |
|  | Marcatori | 84’ Seiler |

| Arbitro: | Kespohl |

|                                                            |           |           |
| Schmotz 5’ Mrosko 20’ (rig.), 50’ Genschick 47’ Wallek 87’ | Marcatori | 85’ Korth |

| Arbitro: | Ohmsen |

|                                     |           |                                      |
| Klausmann 20’, 35’ (rig.) Nover 72’ | Marcatori | 22’, 31’ (rig.) Hrubesch 69’ Klinger |

| Arbitro: | Eggers |

|                                    |           |                      |
| Buhsfeld 31’ Krause 49’ Müller 67’ | Marcatori | 47’ (rig.) Klausmann |

| Arbitro: | Barnick |

|                      |           |              |
| Heise 17’ Sieger 65’ | Marcatori | 38’ Mattsson |

| Arbitro: | Schmidt |

|                                                      |           |               |
| Breuer 10’ (rig.) Glock 36’ Kucharski 42’ Mertes 63’ | Marcatori | 28’ Klausmann |

| Arbitro: | Ebner |

|                                     |           |                 |
| Heise 34’ Klausmann 42’, 54’ (rig.) | Marcatori | 64’, 83’ Schock |

| Arbitro: | Lins |

|          |           |  |
| Kehr 72’ | Marcatori |  |

| Arbitro: | Milkert |

|            |           |            |
| Sieger 59’ | Marcatori | 8’ Plücken |

| Arbitro: | Kopka |

|                           |           |  |
| Wolf 7’, 82’ Petković 75’ | Marcatori |  |

| Arbitro: | Möller |

|                                    |           |                                          |
| Sieger 61’ Sikirski 63’ Priewe 86’ | Marcatori | 23’ Lüttges 50’, 55’ Milewski 60’ Wunder |

| Arbitro: | Halfter |

|                                             |           |  |
| Pallaks 19’ Wehmeier 85’ Mattner 88’ (aut.) | Marcatori |  |

| Arbitro: | Zittrich |

|          |           |               |
| Bals 60’ | Marcatori | 31’ Klausmann |

| Arbitro: | Herrmann |

|  |           |           |
|  | Marcatori | 31’ Moors |

| Arbitro: | Gabriel |

|                                          |           |  |
| Babington 23’ Bruns 25’, 69’ (rig.), 80’ | Marcatori |  |

| Arbitro: | Kindervater |

|                                                    |           |                        |
| Mattner 21’ Florian 37’ Sikirski 63’ Klausmann 90’ | Marcatori | 64’ Pröpper 70’ Redder |

| Arbitro: | Meijerink |

|                            |           |                                  |
| Mödrath 24’, 45’ Graul 47’ | Marcatori | 56’ (rig.) Klausmann 63’ Mattner |

| Arbitro: | Kornrumpf |

|                                          |           |                                |
| Schorning 10’ Kierdorf 12’ Klausmann 44’ | Marcatori | 49’, 51’ Brexendorf 68’ Freund |

| Arbitro: | Eggers |

|                        |           |            |
| Herzog 58’ (rig.), 62’ | Marcatori | 80’ Priewe |

### Coppa di Germania
| Arbitro: | Heymann |

|               |           |                                 |
| Lenz 78’, 98’ | Marcatori | 90’ Elm 107’ Berlau-Kirschstein |

| Arbitro: | Hennig |

|                |           |  |
| Priewe 1’, 32’ | Marcatori |  |

| Arbitro: | Schumann |

|                        |           |  |
| Riepert 25’ Sieger 76’ | Marcatori |  |

| Arbitro: | Assenmacher |

|                  |           |            |
| Priewe 22’, 101’ | Marcatori | 38’ Seidel |

| Essen 19 novembre 1977 Ottavi di finale | Schwarz-Weiß Essen | 0 – 0 (d.t.s.) referto | Westfalia Herne | Grugastadion (1 500 spett.)\| Arbitro: \| Meuser \| |
| Arbitro:                                | Meuser             |                        |                 |                                                     |

| Arbitro: | Stäglich |

|  |           |            |
|  | Marcatori | 8’ Mattner |

| Arbitro: | Hontheim |

|                                                                         |           |  |
| Okudera 5’, 66’ Müller 9’, 41’, 48’, 57’ Cullmann 38’ van Gool 50’, 63’ | Marcatori |  |

## Statistiche

### Statistiche di squadra
| Competizione      | Punti | In casa | In casa | In casa | In casa | In casa | In casa | In trasferta | In trasferta | In trasferta | In trasferta | In trasferta | In trasferta | Totale | Totale | Totale | Totale | Totale | Totale | DR  |
| Competizione      | Punti | G       | V       | N       | P       | Gf      | Gs      | G            | V            | N            | P            | Gf           | Gs           | G      | V      | N      | P      | Gf     | Gs     | DR  |
| ----------------- | ----- | ------- | ------- | ------- | ------- | ------- | ------- | ------------ | ------------ | ------------ | ------------ | ------------ | ------------ | ------ | ------ | ------ | ------ | ------ | ------ | --- |
| 2. Bundesliga     | 19    | 19      | 3       | 9       | 7       | 30      | 38      | 19           | 1            | 2            | 16           | 15           | 54           | 38     | 4      | 11     | 23     | 45     | 92     | -47 |
| Coppa di Germania | -     | 4       | 3       | 1       | 0       | 6       | 1       | 3            | 1            | 1            | 1            | 3            | 11           | 7      | 4      | 2      | 1      | 9      | 12     | -3  |
| Totale            | 19    | 23      | 6       | 10      | 7       | 36      | 39      | 22           | 2            | 3            | 17           | 18           | 65           | 45     | 8      | 13     | 24     | 54     | 104    | -50 |

### Andamento in campionato
| Giornata  | 1  | 2  | 3  | 4  | 5  | 6  | 7  | 8  | 9  | 10 | 11 | 12 | 13 | 14 | 15 | 16 | 17 | 18 | 19 | 20 | 21 | 22 | 23 | 24 | 25 | 26 | 27 | 28 | 29 | 30 | 31 | 32 | 33 | 34 | 35 | 36 | 37 | 38 |
| --------- | -- | -- | -- | -- | -- | -- | -- | -- | -- | -- | -- | -- | -- | -- | -- | -- | -- | -- | -- | -- | -- | -- | -- | -- | -- | -- | -- | -- | -- | -- | -- | -- | -- | -- | -- | -- | -- | -- |
| Luogo     | T  | C  | T  | C  | T  | C  | T  | C  | T  | C  | T  | C  | C  | T  | C  | T  | C  | T  | C  | C  | T  | C  | T  | C  | T  | C  | T  | C  | T  | C  | T  | T  | C  | T  | C  | T  | C  | T  |
| Risultato | N  | P  | P  | N  | P  | N  | P  | N  | P  | N  | P  | P  | N  | P  | P  | V  | N  | P  | P  | P  | P  | N  | P  | V  | P  | V  | P  | N  | P  | P  | P  | N  | P  | P  | V  | P  | N  | P  |
| Posizione | 11 | 15 | 19 | 18 | 20 | 18 | 20 | 20 | 20 | 20 | 20 | 20 | 20 | 20 | 20 | 20 | 20 | 20 | 20 | 20 | 20 | 20 | 20 | 20 | 20 | 20 | 20 | 20 | 20 | 20 | 20 | 20 | 20 | 20 | 20 | 20 | 20 | 20 |

Legenda:

Luogo: C = Casa; T = Trasferta. Risultato: V = Vittoria; N = Pareggio; P = Sconfitta.

### Statistiche dei giocatori
| Giocatore             | 2. Bundesliga | 2. Bundesliga | 2. Bundesliga | 2. Bundesliga | Coppa di Germania | Coppa di Germania | Coppa di Germania | Coppa di Germania | Totale   | Totale | Totale      | Totale     |
| Giocatore             | Presenze      | Reti          | Ammonizioni   | Espulsioni    | Presenze          | Reti              | Ammonizioni       | Espulsioni        | Presenze | Reti   | Ammonizioni | Espulsioni |
| --------------------- | ------------- | ------------- | ------------- | ------------- | ----------------- | ----------------- | ----------------- | ----------------- | -------- | ------ | ----------- | ---------- |
| K. Ach                | 30            | 0             | 0             | 0             | 3                 | 0                 | 0                 | 0                 | 33       | 0      | 0           | 0          |
| E. Berlau-Kirschstein | 17            | 1             | 1             | 0             | 6                 | 1                 | 0                 | 0                 | 23       | 2      | 1           | 0          |
| E. Dettlaff           | 0             | 0             | 0             | 0             | 0                 | 0                 | 0                 | 0                 | 0        | 0      | 0           | 0          |
| J. Elm                | 37            | 0             | 1             | 0             | 7                 | 1                 | 0                 | 0                 | 44       | 1      | 1           | 0          |
| H. Florian            | 34            | 2             | 2             | 0             | 4                 | 0                 | 0                 | 0                 | 38       | 2      | 2           | 0          |
| S. Heise              | 37            | 2             | 6             | 0             | 6                 | 0                 | 0                 | 0                 | 43       | 2      | 6           | 0          |
| J. Kierdorf           | 22            | 3             | 0             | 0             | 2                 | 0                 | 0                 | 0                 | 24       | 3      | 0           | 0          |
| U. Klausmann          | 35            | 13            | 2             | 0             | 6                 | 0                 | 0                 | 0                 | 41       | 13     | 2           | 0          |
| D. Klinger            | 15            | 1             | 4             | 0             | 5                 | 0                 | 0                 | 0                 | 20       | 1      | 4           | 0          |
| W. Korth              | 24            | 1             | 3             | 0             | 1                 | 0                 | 0                 | 0                 | 25       | 1      | 3           | 0          |
| P. Krüger             | 5             | 0             | 2             | 0             | 0                 | 0                 | 0                 | 0                 | 5        | 0      | 2           | 0          |
| K. Kölbl              | 0             | 0             | 0             | 0             | 1                 | 0                 | 0                 | 0                 | 1        | 0      | 0           | 0          |
| R. Mattner            | 32            | 3             | 2             | 0             | 6                 | 1                 | 1                 | 0                 | 38       | 4      | 3           | 0          |
| M. Nieswandt          | 20            | 0             | 2             | 1             | 2                 | 0                 | 0                 | 0                 | 22       | 0      | 2           | 1          |
| P. Nover              | 7             | 1             | 0             | 0             | 1                 | 0                 | 0                 | 0                 | 8        | 1      | 0           | 0          |
| M. Priewe             | 19            | 5             | 2             | 1             | 4                 | 4                 | 1                 | 0                 | 23       | 9      | 3           | 1          |
| G. Riepert            | 17            | 3             | 0             | 0             | 4                 | 1                 | 0                 | 0                 | 21       | 4      | 0           | 0          |
| U. Schorning          | 38            | 2             | 3             | 0             | 7                 | 0                 | 0                 | 0                 | 45       | 2      | 3           | 0          |
| A. Sieger             | 28            | 5             | 2             | 0             | 6                 | 1                 | 0                 | 0                 | 34       | 6      | 2           | 0          |
| K. Sikirski           | 28            | 2             | 2             | 0             | 6                 | 0                 | 0                 | 0                 | 34       | 2      | 2           | 0          |
| F. Trener             | 1             | 0             | 0             | 0             | 0                 | 0                 | 0                 | 0                 | 1        | 0      | 0           | 0          |
| D. Wiemers            | 15            | 0             | 1             | 0             | 5                 | 0                 | 0                 | 0                 | 20       | 0      | 1           | 0          |
| H. Wulf               | 11            | 0             | 1             | 0             | 4                 | 0                 | 0                 | 0                 | 15       | 0      | 1           | 0          |